# Mister Ajikko
Mister Ajikko (яп. ミスター味っ子 мисута: адзикко, «Мистер Адзикко») — манга и одноимённый аниме-сериал о молодом поваре. Манга публиковалась в журнале Shonen Magazine с 1986 по 1989 год. Она нарисована Дайсукэ Тэрасавой (яп. 寺沢大介 Terasawa Daisuke) и является, наряду с Shota no Sushi (яп. 将太の寿司 «Король суси», 1992—1997), одной из наиболее известных его работ. За обе манги он был награждён премией издательства «Коданся» в 1988 и 1996 годах соответственно.
Аниме по мотивам Mister Ajikko было сделано совместно компаниями TV Tokyo и Sunrise. Оно транслировалось по японскому телевидению с октября 1987 по сентябрь 1989 года. Это первый в истории аниме сериал о кулинарии.

## Сюжет
Главным героем произведения является гениальный повар Ёити Адзиёси (яп. 味吉陽一 Адзиёси Ёити), который управляет рестораном вместе с матерью, несмотря на юный возраст. Зашедший в ресторан Мурата Гэндзиро приятно поражён вкусом и качеством блюд, и приглашает Адзиёси на кулинарный конкурс: спагетти-матч с итальянским шеф-поваром. Новаторский подход Адзиёси к кулинарии и энтузиазм позволяют ему одержать победу.